# Yeste, Albacete
Yeste, Albacete là một đô thị ở tỉnh Albacete nằm ở cộng đồng tự trị Castile-La Mancha của Tây Ban Nha. Đô thị Yeste, Albacete có diện tích là 511,22 ki-lô-mét vuông, dân số năm 2009 là 3331 người với mật độ 6,52 người/km². Đô thị Yeste, Albacete có cự ly 132 km so với tỉnh lỵ Albacete.